# 王世墉
王世墉（1917年—1991年12月19日），男，直隶宛平（今北京市）人，中国学者、政治人物，山东大学副教授，曾任民革山东省委主任委员，济南市政协副主席，第七届全国人大代表。